# Yburg
Die Yburg ist die Ruine einer Höhenburg am westlichen Rand des Schwarzwalds nahe Baden-Baden.

## Lage
Die Yburg liegt am Übergang von der Oberrheinischen Tiefebene zum Schwarzwald auf dem Gipfel des 520,1 m ü. NHN hohen Ybergs. Sie ist das Wahrzeichen des Baden-Badener Reblandes und der Ortschaften Steinbach, Neuweier und Varnhalt. Von der Burg hat man einen hervorragenden Rundumblick auf Rheinebene und Schwarzwald.

## Geschichte
Der genaue zeitliche Ablauf der Entstehung ist nicht bekannt. Wahrscheinlich wurde die ehemalige Ritterburg um 1200 gebaut, zumindest war um diese Zeit eine rege Bautätigkeit festzustellen. In der ersten bekannten Bauphase wurden der westliche Bergfried und die Ringmauer erstellt. Von der ursprünglichen Burg sind nur noch Mauerreste und der Turm erhalten.
Die Markgrafen von Baden hatten die Burg als Reichslehen. Markgraf Hermann V. erbte die Herrschaft Iberg 1190 mit den Kirchspielen Steinbach und Sinzheim. Seine Witwe stiftete 1245 das Kloster Lichtenthal; die Urkunde anlässlich einer Schenkung an das Kloster enthält die erste schriftliche Erwähnung der Burg. Ihr lässt sich entnehmen, dass die Vögte Burkhard und Heinrich Röder die Burg als Lehen von den Markgrafen Hermann VI. und Rudolf I. genommen haben. Die nächste Erwähnung ist 1309 der Übergang der Burg an Markgraf Friedrich II., infolge einer Erbteilung. Für 3140 Pfund Heller wechselt die Burg 1328, zusammen mit Sinzheim und Steinbach, von Markgraf Friedrich II. an seinen Vetter Rudolf III. Markgraf Friedrich II. behielt sich jedoch ein Wiederkaufsrecht an der Burg vor.
Die Yburg ist nach dem Yberg auf dem sie steht benannt, wobei nach Aussage der Infotafel vor der Burg der Name Yberg auf Eibenberg zurückgeht, also einen mit Eiben bestandenen Berg.

### Erste Zerstörung der Burg
1333 war Steinbach als Pfand unter dem Grafen von Öttingen; dieser stand im Streit mit dem Bischof von Straßburg. Es wird vermutet, dass die Ritter von Bach und von Stein, die Vögte Röder der Yburg, sowie drei Besitzer von Herrenhäusern aus Steinbach einen Warenzug des Bischofes überfallen haben. Bei diesem Raubzug wurden nicht nur die Waren erbeutet, sondern man nahm die Kaufleute auch noch als Geiseln gefangen, um ein Lösegeld zu erpressen. Der Bischof von Straßburg war darüber so sehr erzürnt, dass er den Rittern den Krieg erklärte, in dessen Folge die Herrenhäuser, Edelhöfe und die Yburg zerstört wurden.
In der Folgezeit gibt es einige urkundliche Erwähnungen beim Wechsel der Eigentümer der Burg. Der letzte Ritter der Yburg wird 1442 der Ritter Konrad. Ab 1510 wird dann die alte Schreibweise Iburg nicht mehr verwendet und man schreibt Yburg nach heutiger Schreibweise.

### Zweite Zerstörung der Burg
In den Jahren 1450 bis 1525 kommt es immer wieder zu Übergriffen der Herren der Yburg und anderer Fürsten auf Bauern und Arbeiter; belegt sind einige Überfälle der mehr als 80 Mann starken Besatzung der Yburg auf Arbeiter im Steinbruch Varnhalt. 1525 schlagen die Bauern dann im Bauernaufstand zurück und brandschatzen die Yburg.
Bei der Erbteilung von 1535 kam die Yburg zur Markgrafschaft Baden-Baden. Markgraf Eduard Fortunat versuchte 1594, auf der Yburg sein Vermögen durch Falschmünzerei und durch den Betrieb einer Alchemistenwerkstatt in den Kellergewölben zu mehren; zu diesem Zweck hatte er den Alchimisten Francesco Muskatelli und seinen Gehilfen Paul Pestalozzi in seine Dienste gestellt. Im Jahre 1598 kam die Yburg im Rahmen der oberbadischen Okkupation unter die Verwaltung der badisch-durlachischen Linie, die von 1617 bis 1622 den östlichen Bergfried und den Torzwinger mit der Bastei neu befestigen und Geschütze platzieren ließ. Seit 1622 gehörte die Yburg wieder zu Baden-Baden.

### Dritte Zerstörung der Burg
Im Pfälzischen Erbfolgekrieg 1689 kommt es zu einer folgenschweren Zerstörung der Yburg, deren Folgen 200 Jahre erhalten bleiben. Außer der Burg werden auch Steinbach und Baden-Baden und die beiden Badener Schlösser in Schutt und Asche gelegt. Die Franzosen zerstören die Dächer der Häuser, plündern die Vorräte und legen schließlich alles in Brand. Bürger die sich wehren, werden erschossen. Ein Blitzschlag spaltet 1781 den Ostturm und ab 1792 wird den Einwohnern von Steinbach erlaubt die Burg als Steinbruch für den Bau der Neuweierer Brücke zu nehmen. Zwei weitere Blitzeinschläge 1840 und 1987 fügen dem Turm weitere Schäden zu.
In den Jahren 1888 bis 1913 kommt es zu verschiedenen Restaurierungsmaßnahmen an den Mauern der Yburg. Hiervon zeugen verschiedene eingemeißelte Jahreszahlen im Mauerwerk. Die heutige Gaststätte „Schweizerhaus“ wurde im Jahre 1892 über den Grundmauern des früheren Palas errichtet, die letzte Bautätigkeit waren Restaurierungen im Mauerwerk und 1977 die Schließung einer Bresche in der nördlichen Ringmauer.

## Anlage
Die Anlage nimmt eine Fläche von 150 mal 32 Meter ein. Der heutige ebenerdige Eingang an der Ostwand des westlichen Bergfrieds wurde 1883 von Bergleuten aufgebrochen. Außerdem wurde eine entlang der Innenwände nach oben führende Treppe eingerichtet, über deren insgesamt 112 Stufen der 20 Meter hohe Turm seit 1985 wieder als Aussichtsturm zugänglich ist.

## Heutige Nutzung
Die Burg zählt zu den landeseigenen Monumenten und wird von der Einrichtung „Staatliche Schlösser und Gärten Baden-Württemberg“ betreut. Aufgrund von notwendigen Sanierungsmaßnahmen ist sie seit Juni 2021 für die Öffentlichkeit geschlossen. Seit April 2025 ist die Burg mit Gaststätte wieder geöffnet. 